# Скарлетт Сэйдж
Скарлетт Сэйдж (англ. Scarlett Sage; род. 10 июня 1997 года, Виргиния, США) — американская порноактриса. Лауреат премии XBIZ Award в категории «Лесбийская исполнительница года» (2021).

## Карьера
В средней школе была капитаном футбольной команды. Работала помощницей фельдшера скорой помощи.
Была найдена на сайте знакомств агентом из Motley Models, но тогда отказалась от предложения. Позднее меняет своё решение и подписывает контракт с Motley Models. Начала карьеру в начале марта 2016 года в возрасте 18 лет. Часть своего сценического псевдонима взяла от американского рэпера Sage the Gemini. В свой дебютный год снималась в сценах традиционного и лесбийского секса, а также снялась в своей первой и единственной сцене межрасового секса для студии Blacked. С 2017 года снималась исключительно в сценах лесбийского секса и мастурбации. В начале декабря 2022 года объявила о возвращении к съёмкам в сценах с мужчинами.
Снимается для студий и сайтов AllHerLuv, Fantasy Massage, Girlfriends Films, Girlsway, MET-Art, Missa X, TeamSkeet, Twistys и многих других.
В ноябре 2017 года была впервые номинирована на премию XBIZ Award в категории «Лесбийская исполнительница года». Через год была номинирована премией AVN Awards в аналогичной категории. За второстепенную роль в фильме Catfish была также номинирована XBIZ Award в категории «Лучшая актриса второго плана».
В апреле 2018 года порносайтом Girlsway была выбрана в качестве девушки месяца. В следующем месяце была выбрана как Treat of the Month порносайта Twistys. Через месяц Скарлетт стала «Киской месяца» американского журнала Penthouse. В октябре 2019 года снялась для обложки и разворота декабрьского выпуска журнала Hustler.
В середине января 2021 года Скарлетт была награждена премией XBIZ Award в категории «Лесбийская исполнительница года».
В августе 2023 года дебютировала в качестве режиссёра, сняв для студии MissaX полнометражный фильм под названием Risqué Business.
По данным на август 2023 года, снялась в более чем 300 порнофильмах и сценах.

## Награды и номинации
| Год  | Награда          | Результат | Категория | Фильм                                        |
| ---- | ---------------- | --------- | --- | -------------------------------------------- |
| 2017 | AVN Award        | Номинация | Награда поклонников: самый горячий новичок                                                                                          | н/д                                          |
| 2017 | NightMoves Award | Номинация | Лучшая новая старлетка | н/д                                          |
| 2018 | AVN Award        | Номинация | Лучшая новая старлетка | н/д                                          |
| 2018 | Fleshbot Award   | Номинация | Лучшая новая старлетка | н/д                                          |
| 2018 | XBIZ Award       | Номинация | Лесбийская исполнительница года | н/д                                          |
| 2018 | XCritic Award    | Победа    | Лучшая лесбийская сцена (вместе со Джилл Кэссиди, Хани Голд, Эдин Блэр и Элизой Джейн)                                              | Unleashed                                    |
| 2019 | AVN Award        | Номинация | Лесбийская исполнительница года | н/д                                          |
| 2019 | AVN Award        | Номинация | Лучшая лесбийская групповая сцена (вместе с Джилл Кэссиди, Хани Голд и Элизой Джейн)                                                | Unleashed                                    |
| 2019 | AVN Award        | Номинация | Лучшая лесбийская сцена (вместе с Айви Вульф)                                                                                       | Sage Union                                   |
| 2019 | NightMoves Award | Номинация | Лучшая лесбийская исполнительница                                                                                                   | н/д                                          |
| 2019 | XBIZ Award       | Номинация | Лесбийская исполнительница года | н/д                                          |
| 2019 | XBIZ Award       | Номинация | Лучшая актриса второго плана | Catfish                                      |
| 2019 | XBIZ Award       | Номинация | Лучшая сцена секса — только девушки (вместе с Кристен Скотт)                                                                        | Catfish                                      |
| 2019 | XRCO Award       | Номинация | Лесбийская исполнительница года | н/д                                          |
| 2020 | AVN Award        | Номинация | Лесбийская исполнительница года | н/д                                          |
| 2020 | NightMoves Award | Номинация | Лучшая лесбийская исполнительница                                                                                                   | н/д                                          |
| 2020 | XBIZ Award       | Номинация | Лесбийская исполнительница года | н/д                                          |
| 2020 | XRCO Award       | Номинация | Лесбийская исполнительница года | н/д                                          |
| 2021 | AVN Award        | Номинация | Лесбийская исполнительница года | н/д                                          |
| 2021 | AVN Award        | Номинация | Лучшая лесбийская групповая сцена (вместе с Анджелой Уайт и Сереной Блэр)                                                           | Strings Attached (из Lesbian Revenge Vol. 3) |
| 2021 | NightMoves Award | Номинация | Лучшая лесбийская исполнительница                                                                                                   | н/д                                          |
| 2021 | XBIZ Award       | Победа    | Лесбийская исполнительница года | н/д                                          |
| 2021 | XBIZ Award       | Номинация | Лучшая сцена секса — только девушки (вместе с Анджелой Уайт и Сереной Блэр)                                                         | Lesbian Revenge Vol. 3                       |
| 2021 | XBIZ Award       | Номинация | Лучшая сцена секса — только девушки (вместе с Сереной Блэр)                                                                         | The Path to Forgiveness                      |
| 2021 | XRCO Award       | Номинация | Лесбийская исполнительница года | н/д                                          |
| 2022 | AVN Award        | Номинация | Лесбийская исполнительница года | н/д                                          |
| 2022 | AVN Award        | Номинация | Лучшая актриса второго плана | Written in the Stars                         |
| 2022 | XBIZ Award       | Номинация | Лучшая сцена секса — только девушки (вместе с Кенной Джеймс и Скарлит Скандал)                                                      | Written in the Stars                         |
| 2022 | XBIZ Award       | Номинация | Лучшее актёрское исполнение — второй план                                                                                           | Written in the Stars                         |
| 2024 | AVN Award        | Номинация | Лучшая сцена секса вчетвером/оргии (вместе с Ванессой Скай, Кайли Рокет, Кейт Далией, Николь Доши, Рамоном Номаром и Сетом Гэмблом) | Nicole’s House Party                         |
| 2024 | AVN Award        | Номинация | Лучший сценарий — короткометражный фильм (вместе с Мэдди Бёртон)                                                                    | Risqué Business                              |
| 2024 | XBIZ Award       | Номинация | Лучшая сцена секса — только девушки (вместе с Лилли Белл)                                                                           | Chasing Scarlett, Part 2                     |
| 2025 | XMA Award        | Номинация | Лучшая сцена секса — только девушки (вместе с Майей Вульф)                                                                          | Erotic Premonitions                          |

## Избранная фильмография
- 2016 — It’s the Girl Next Door 2
- 2016 — Lesbian Seductions 57
- 2016 — Pussy Party
- 2017 — Lesbian Psychodramas 24
- 2017 — Lovers Reunited
- 2017 — Women Seeking Women 149
- 2018 — A Scarlett Letter
- 2018 — Adoration
- 2018 — Best Friends 6
- 2018 — Best New Starlets 2018
- 2018 — Catfish
- 2018 — Confessions of A Naughty Cheerleader
- 2018 — Crash
- 2018 — Exxxtra Small Chicks Fucking Huge Dicks 24
- 2018 — Her 1st Lesbian Anal
- 2018 — Lesbian Anal Strap-On 2
- 2018 — Mother-Daughter Exchange Club 55
- 2018 — Showcases Chapter Two[39]
- 2018 — Treat Story: Scarlett Sage
- 2018 — Twisted Passions 26[40]